# Carolina Panthers 2002
La stagione 2002 dei Carolina Panthers è stata l'8ª della franchigia nella National Football League, la seconda con John Fox come capo-allenatore. La squadra veniva da una stagione con un record di 1-15 nel 2001 e venne spostata dalla NFC West alla NFC South. Malgrado un miglioramento di sei vittorie rispetto all'anno precedente, i Panthers si trovarono in una division competitiva in cui finirono all'ultimo posto.

## Scelte nel Draft 2002

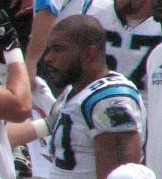
Julius Peppers fu scelto come secondo assoluto nel Draft 2002.

| Giro | Scelta | Giocatore        | Ruolo           | College             |
| 1    | 2      | Julius Peppers   | Defensive end   | North Carolina      |
| 2    | 34     | DeShaun Foster   | Running back    | UCLA                |
| 3    | 73     | Will Witherspoon | Linebacker      | Georgia             |
| 4    | 100    | Dante Wesley     | Cornerback      | Arkansas-Pine Bluff |
| 5    | 137    | Randy Fasani     | Quarterback     | Stanford            |
| 5    | 145    | Kyle Johnson     | Fullback        | Syracuse            |
| 6    | 174    | Keith Heinrich   | Tight end       | Sam Houston State   |
| 7    | 213    | Pete Campion     | Offensive guard | North Dakota State  |
| 7    | 258    | Brad Franklin    | Cornerback      | Louisiana-Lafayette |

## Calendario
| Turno      | Data | Avversario              | Risultato | TV         | Stadio                       | Record | Pubblico |
| 8/9/2002   | 1    | Baltimore Ravens        | V 10–7    | CBS 1:00pm | Ericsson Stadium             | 1–0    | 70,386   |
| 15/9/2002  | 2    | Detroit Lions           | V 31–7    | FOX 1:00pm | Ericsson Stadium             | 2–0    | 71,951   |
| 22/9/2002  | 3    | at Minnesota Vikings    | V 21–14   | FOX 1:00pm | Hubert H. Humphrey Metrodome | 3–0    | 63,945   |
| 29/9/2002  | 4    | at Green Bay Packers    | S 14–17   | FOX 1:00pm | Lambeau Field                | 3–1    | 63,329   |
| 6/10/2002  | 5    | Arizona Cardinals       | S 13–16   | FOX 1:00pm | Ericsson Stadium             | 3–2    | 72,286   |
| 13/10/2002 | 6    | at Dallas Cowboys       | S 13–14   | FOX 1:00pm | Texas Stadium                | 3–3    | 61,773   |
| 20/10/2002 | 7    | at Atlanta Falcons      | S 0–30    | FOX 1:00pm | Georgia Dome                 | 3–4    | 68,056   |
| 27/10/2002 | 8    | Tampa Bay Buccaneers    | S 9–12    | FOX 1:00pm | Ericsson Stadium             | 3–5    | 72,892   |
| 3/11/2002  | 9    | Pausa                   |           |            |                              |        |          |
| 10/11/2002 | 10   | New Orleans Saints      | S 24–34   | FOX 1:00pm | Ericsson Stadium             | 3–6    | 72,566   |
| 17/11/2002 | 11   | at Tampa Bay Buccaneers | S 10–23   | FOX 4:05pm | Raymond James Stadium        | 3–7    | 65,527   |
| 24/11/2002 | 12   | Atlanta Falcons         | S 0–41    | FOX 1:00pm | Ericsson Stadium             | 3–8    | 72,533   |
| 1/12/2002  | 13   | at Cleveland Browns     | V 13–6    | FOX 1:00pm | Cleveland Browns Stadium     | 4–8    | 72,718   |
| 8/12/2002  | 14   | Cincinnati Bengals      | V 52–31   | CBS 1:00pm | Ericsson Stadium             | 5–8    | 66,799   |
| 15/12/2002 | 15   | at Pittsburgh Steelers  | S 14–30   | FOX 1:00pm | Heinz Field                  | 5–9    | 58,586   |
| 22/12/2002 | 16   | Chicago Bears           | V 24–14   | FOX 1:00pm | Ericsson Stadium             | 6–9    | 72,602   |
| 129/2/2002 | 17   | at New Orleans Saints   | V 10–6    | FOX 1:00pm | Louisiana Superdome          | 7–9    | 66,946   |

## Premi
- Julius Peppers:

rookie difensivo dell'anno